# Festival international des jeux
 (mars 2017).
Si vous disposez d'ouvrages ou d'articles de référence ou si vous connaissez des sites web de qualité traitant du thème abordé ici, merci de compléter l'article en donnant les références utiles à sa vérifiabilité et en les liant à la section « Notes et références ».
Pour les articles homonymes, voir FIJ.
Le Festival international des jeux (FIJ) est un festival grand public consacré à l'univers du jeu et des jouets. Créé en 1986, le festival se tient annuellement pendant 3 jours en février au Palais des festivals et des congrès de Cannes. 

## Historique
En 1986, après un an de préparation, 10 000 festivaliers participent à la première édition du Festival international des jeux[réf. souhaitée]. À l'époque, le Festival fait la part belle au Bridge, au Scrabble et surtout aux Échecs, sous l'impulsion des événements organisés par Damir Levacic et son club de Cannes Échecs.
En 1988, le label As d’Or (qui deviendra plus tard As d’Or-Jeu de l’Année) est créé pour récompenser les meilleurs jeux édités au cours de l’année écoulée. L’édition 1991 est annulée pour raison de sécurité en raison de la concomitance avec la guerre du Golfe, la sixième édition ne se tiendra qu’en 1992. Pour ses 25 ans, le Festival atteint le cap des 170 000 entrées en 2011.
En 2017, le Festival met en avant la création ludique et crée le Proto Lab destiné aux auteurs de jeux qui peuvent y présenter leurs prototypes. Le festival s'ouvre aussi aux exposants professionnels. En 2019, le festival lance les courses de drones lors de l'évènement. En février 2019, Cynthia Reberac remplace Nadine Seul au commissariat général du Festival international des Jeux de Cannes.
En 2021, le Festival est une deuxième fois annulé (après 1991) en raison de l’épidémie de covid.

## Description
Le Festival international des jeux de Cannes est un festival consacré à la thématique du jeu organisé annuellement en février durant trois jours au Palais des festivals et des congrès de Cannes.
Le festival s’étend sur une surface de 30 000 m² (20 000 m² de stands d’animations et 10 000 m² de tournois). L'entrée est gratuite  pour les moins de 16 ans de 10 à 19 h. En 2019, il a accueilli plus de 110 000 visiteurs et 300 exposants.
En 2020, le festival a eu lieu du 21 au 23 février, il a accueilli 110 000 visiteurs, 5 000 professionnels, 8 000 compétiteurs, 310 stands, plus de 400 auteurs et illustrateurs de jeu , 313 journalistes et influenceurs et 6 000 personnes au festival OFF[réf. nécessaire].

## L'As d’Or-Jeu de l’Année
Depuis 1988, le jury du Festival, composé de journalistes et de professionnels du monde du jeu, décerne le Label As d'or Jeu de l'année qui récompense les meilleurs jeux édités au cours de l’année écoulée. En 2005, l'As d'Or fusionne avec le Jeu de l'année et s'ouvre à tous les nouveaux jeux sortis sur le marché français.
Le jury décerne quatre prix (depuis 2022, avant seulement 3):
- L’As d’Or-Jeu de l’Année récompense un jeu original dans ses mécanismes comme dans son esthétisme. Il est attribué chaque année à un jeu familial, accessible au plus grand nombre.
- L’As d’Or-Jeu de l’Année « Enfant » met en valeur un jeu qui plaît aux plus jeunes mais qui séduit également leurs parents.
- L’As d’Or-Jeu de l’Année « initié » (depuis 2022) catégorie intermédiaire entre familial et expert, pour les joueurs habituels qui  ont déjà un peu d'expérience dans le monde du jeu.
- L’As d’Or-Jeu de l’Année « Expert » récompense un jeu plus complexe destiné à un public « expert » qui apprécie la réflexion et n’a pas peur de lire quelques pages de règles.